# الجزائر في الألعاب البارالمبية الصيفية 2000
شاركت الجزائر في الألعاب البارالمبية الصيفية بسيدني 2000، وهي المشاركة الثالثة في تاريخها منذ سنة 1992.

## مواضيع ذات علاقة
الجزائر في الألعاب الأولمبية الصيفية 2000